# Rynek w Rybniku
Rynek w Rybniku – wytyczony podczas lokacji miasta (XIII–XIV w.) na miejscu dawnego stawu. Aż do końca XVIII stulecia zabudowany domami drewnianymi, budynki murowane pojawiły się dopiero u schyłku XVIII w., głównie po zakupie państwa rybnickiego przez rząd pruski (1788).
Jak podaje F. Idzikowski w swojej kronice Rybnika z 1861 r., do tego czasu wszystkie 22 budynki na rynku były już murowane, a tylko jeden z nich był parterowy. Na płycie rynku początkowo znajdowały się ratusz (rozebrany w 1823 r.) oraz kaplica św. Jana (rozebrana w I poł. XIX w.) W 1823 r. wzniesiono murowany, istniejący do dziś, budynek ratusza, znajdujący się w zabudowie zachodniej pierzei rynku.

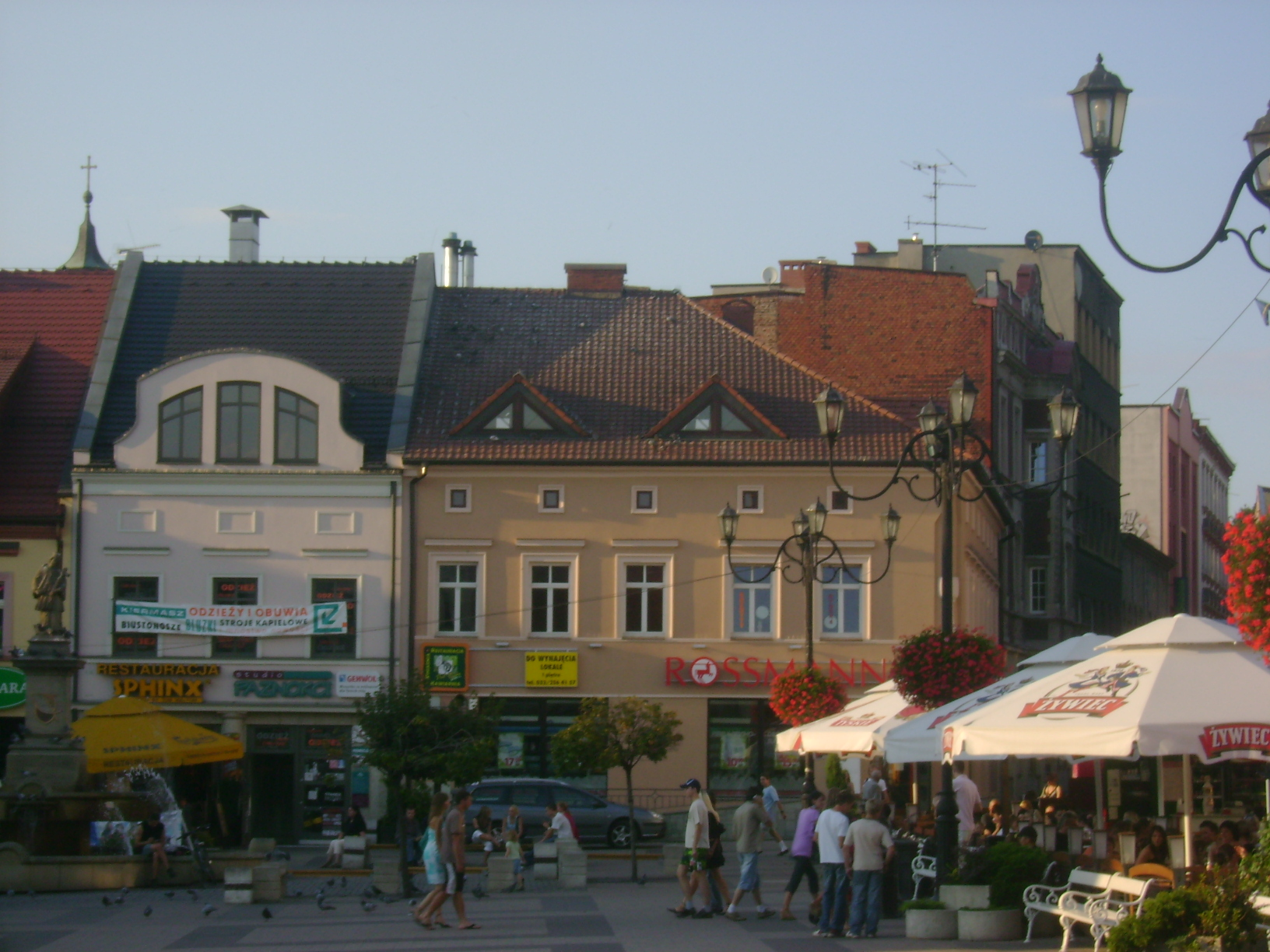
Widok narożnika północnej pierzei rynku i ul. Sobieskiego

Kamienice wznoszone pod koniec XVIII i w pierwszej oraz na początku drugiej połowy XIX w. noszą głównie znamiona stylu klasycystycznego (numery 1, 2, 4, 7, 14, 15, częściowo 17). W drugiej połowie XIX w. powstało kilka budynków neorenesansowych oraz eklektycznych (numery m.in. 6, 8, 13). W początkach XX w. pojawiły się nieliczne realizacje wczesnomodernistyczne, m.in. dom handlowy Pragera. Okres międzywojenny zaowocował natomiast przebudowami kilku kamienic - przekształcono m.in. w duchu neoklasycystyczno-modernistycznym kamienicę nr 1 (1925 r.) oraz w duchu funkcjonalistycznym kamienicę nr 17. Podczas wyzwalania Rybnika spod okupacji niemieckiej w 1945 r. rynek ucierpiał nieznacznie, zniszczeniu uległa jedynie kamienica nr 16, w której mieścił się wcześniej sklep Sladky'ego. W okresie powojennym parcelę po tej kamienicy zabudowano nowym, z grubsza tylko nawiązującym do stylu rynkowej zabudowy, budynkiem. W latach 90. XX wieku dokonano gruntownych renowacji kilku budynków, czasami połączonych z poważnymi przebudowami (np. nr 7). Na początku obecnego dziesięciolecia wyburzono zdewastowaną kamienicę nr 3, zastępując ją nowym budynkiem oraz gruntownie przebudowano sąsiednią kamienicę nr 2. Były to ostatnie poważne zmiany w charakterze zabudowy rynkowej.

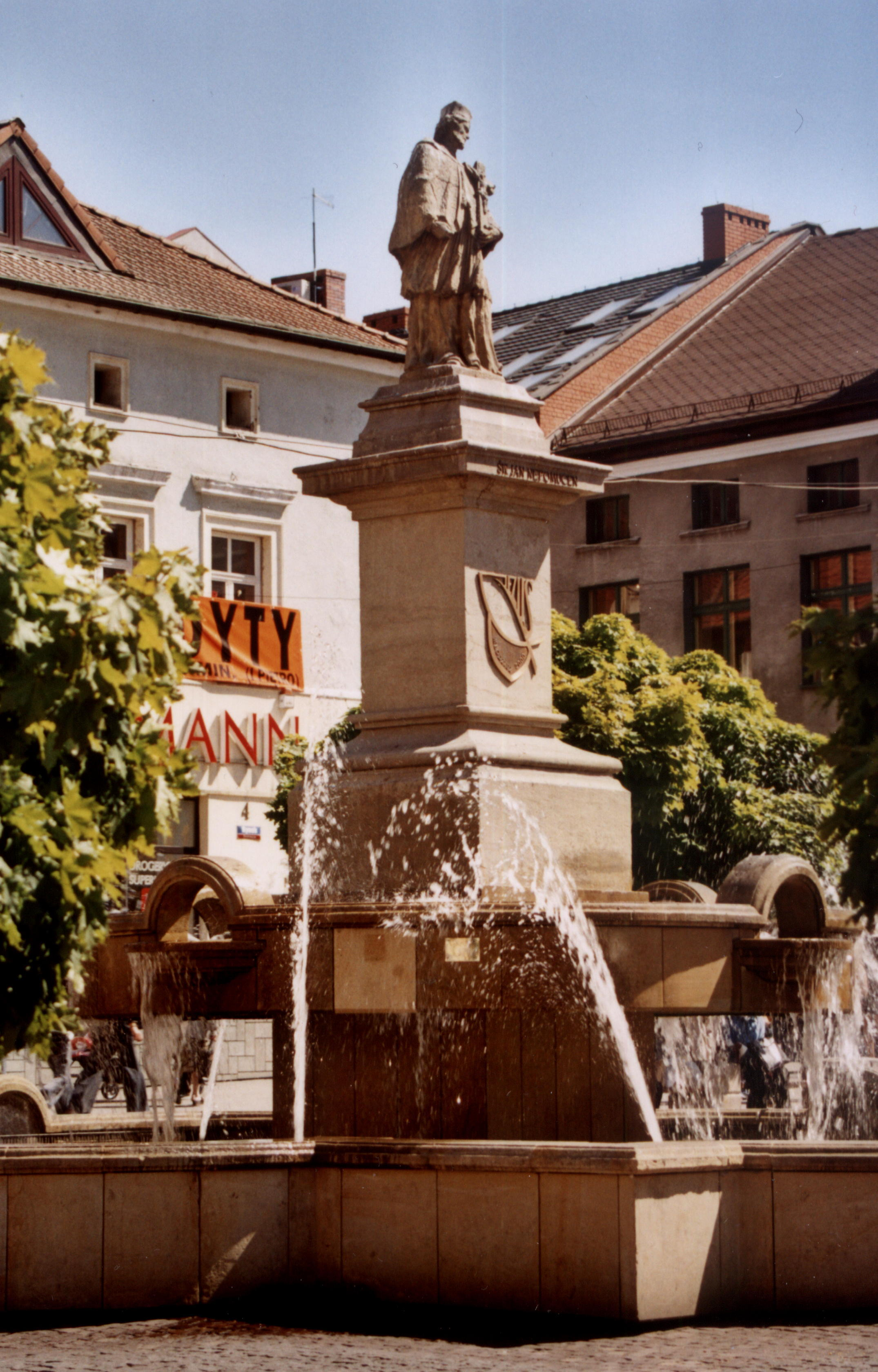
Pomnik św. Jana Nepomucena

W latach 90. na płytę rynku powróciła – stojąca tam wcześniej od I poł. XIX w. do wybuchu II wojny światowej – figura św. Jana Nepomucena z 1736 r., obecnie wieńcząca nową fontannę.

## Wybrane kamienice

### Pierzeja północna
- Rynek 1 – trójkondygnacyjna kamienica wzniesiona w I poł. XIX w., pierwotnie niższa o jedną kondygnację, posiadała dach łamany oraz fasadę ze szczytem od strony rynku. W 1925 r. została nadbudowana o jedną kondygnację, zmieniono wówczas także wystrój fasady na utrzymany w duchu klasycyzującego modernizmu. Wtedy do dekoracji fasady dodano tympanon oraz pilastry. W takim stanie kamienica przetrwała do dziś. Na parterze zachowały się częściowo XIX-wieczne sklepienia.

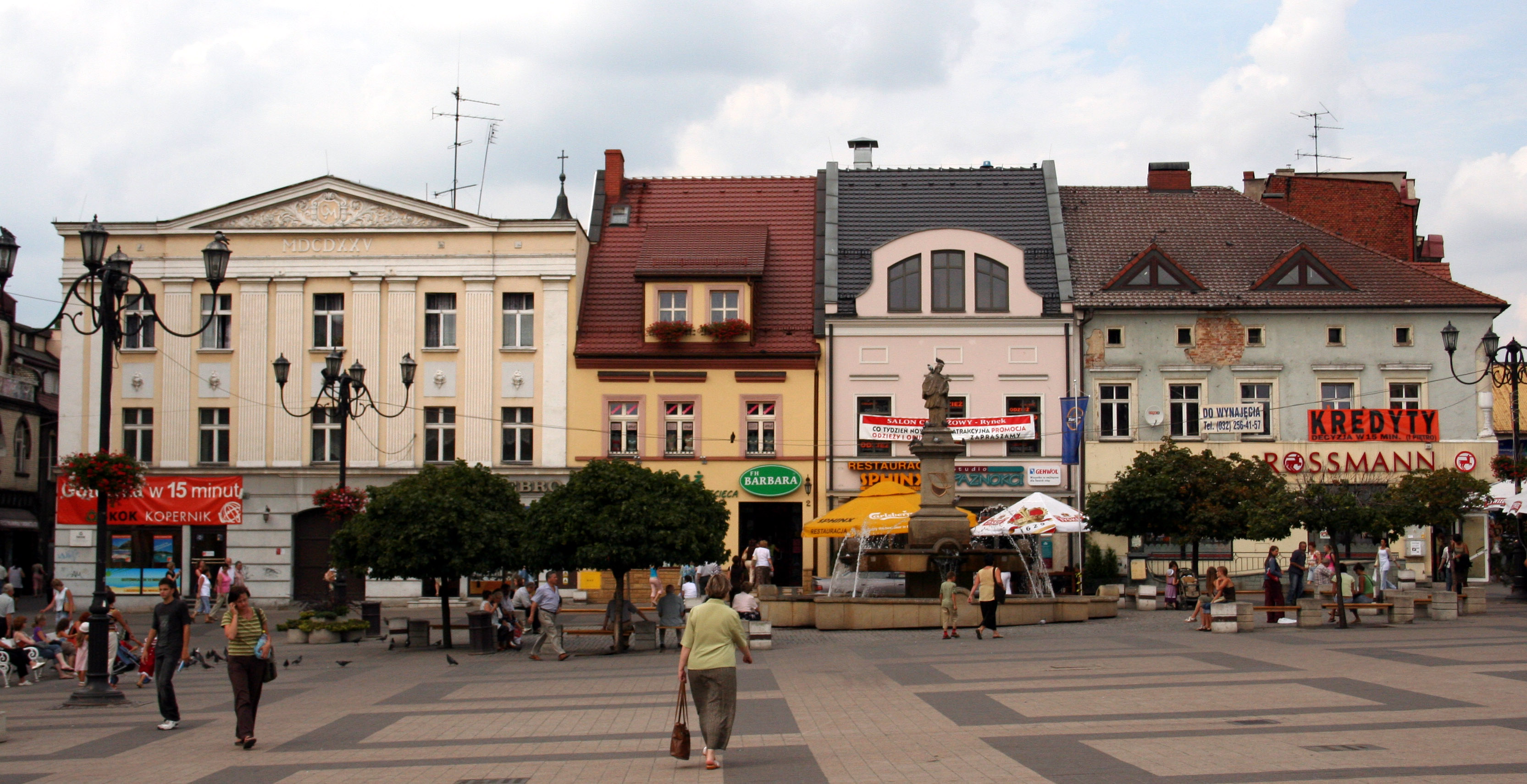
Kamienice północnej pierzei Rynku (nry 1–4)

- Rynek 2 – XIX-wieczna, klasycystyczna piętrowa kamienica, gruntownie przebudowana w początkach obecnego dziesięciolecia. Zachowano jednak fasadę charakterem nawiązującą do pierwotnego kształtu budynku.
- Rynek 4 – XIX-wieczna, piętrowa klasycystyczna kamienica mieszczańska, nieco przekształcona w strefie parteru oraz dachu. Zachowała oryginalne elewacje z obramieniami okien. Na pocz. XX w. mieściła sklep Franza Mateyki, później dom towarowy W. Rahmera, a w okresie międzywojennym sklep Jana Nogi.

### Pierzeja wschodnia
- Rynek 5 – budynek domu towarowego Emila Pragera, wzniesiony pod koniec I dekady XX w. w stylu wczesnomodernistycznym przez firmę budowlaną P. Martiny'ego. Posiada wielkie okna wystawowe na pierwszym piętrze oraz dekoracyjny szczyt.
- Rynek 6 – Zbudowana w II poł. XIX w., pierwotnie neorenesasowa, dwupiętrowa kamienica. W późniejszym okresie fasada została pozbawiona wszystkich neorenesansowych dekoracji, przez co budynek zatracił cechy stylowe.
- Rynek 7 – XIX-wieczna, piętrowa kamienica o klasycyzującej fasadzie, gruntownie przebudowana w latach 90. minionego stulecia z zachowaniem jednak oryginalnej elewacji od strony Rynku. Obecnie siedziba regionalnej redakcji „Dziennika Zachodniego”.

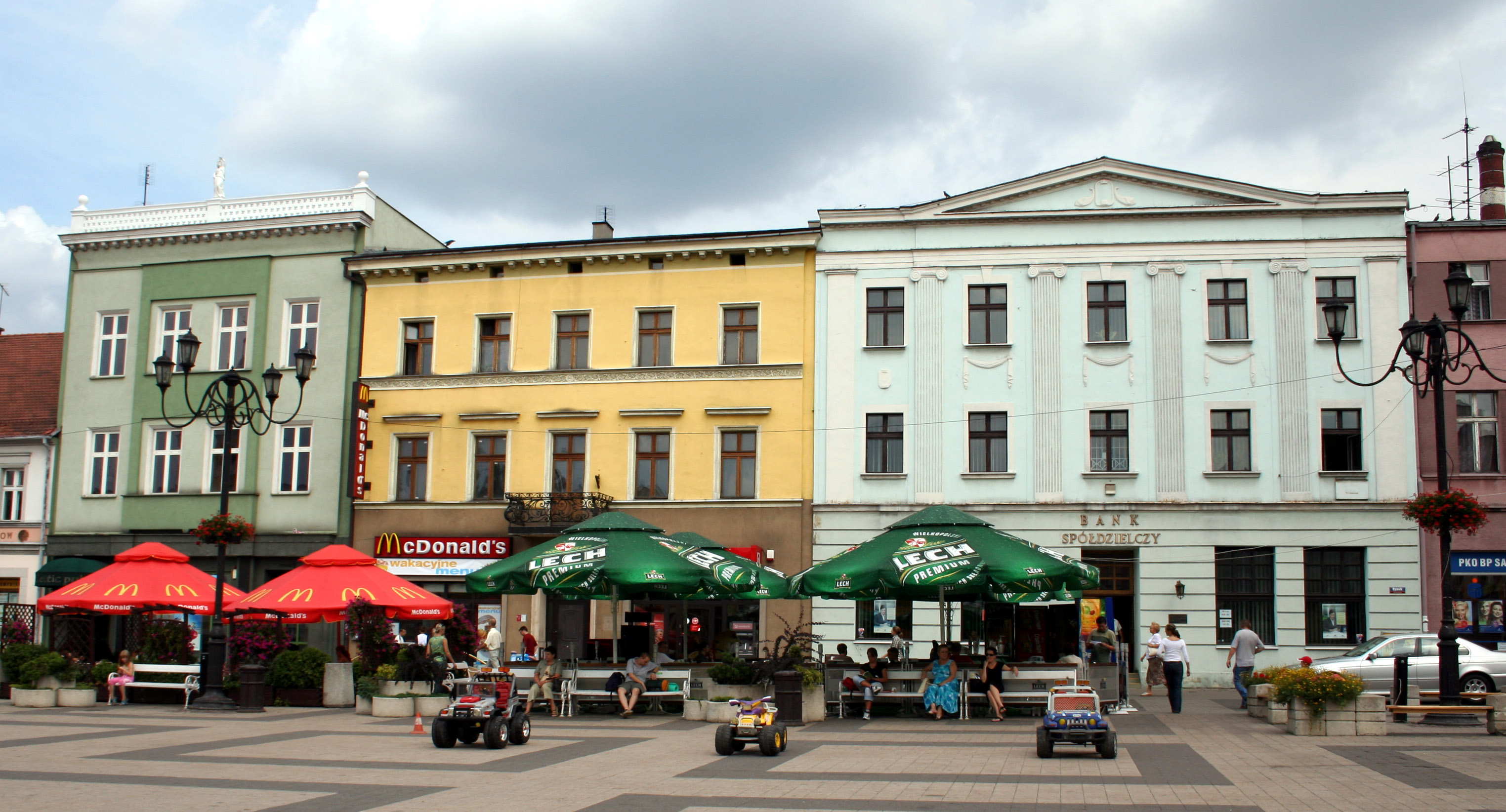
Kamienice wschodniej pierzei rynku (w całości widoczne nry 8-10)

- Rynek 8 – Pochodząca z II poł. XIX w., pierwotnie neorenesasowa, kamienica, w późniejszym okresie pozbawiona prawie całego wystroju elewacji. Z dawnych dekoracji zachowała się tylko attyka w formie balustrady, zwieńczona rzeźbą nieokreślonej postaci.
- Rynek 9 – XIX-wieczna kamienica o późnoklasycystycznej fasadzie z zachowanym dekoracyjnym fryzem (do 2018 siedziba McDonald’s[1]).
- Rynek 10 – XIX-wieczna kamienica, gruntownie przekształcona, zapewne w okresie międzywojennym, w duchu klasycyzującego modernizmu, wyglądem zbliżona do budynku Rynek 1. Obecnie siedziba Banku Spółdzielczego.

### Pierzeja południowa

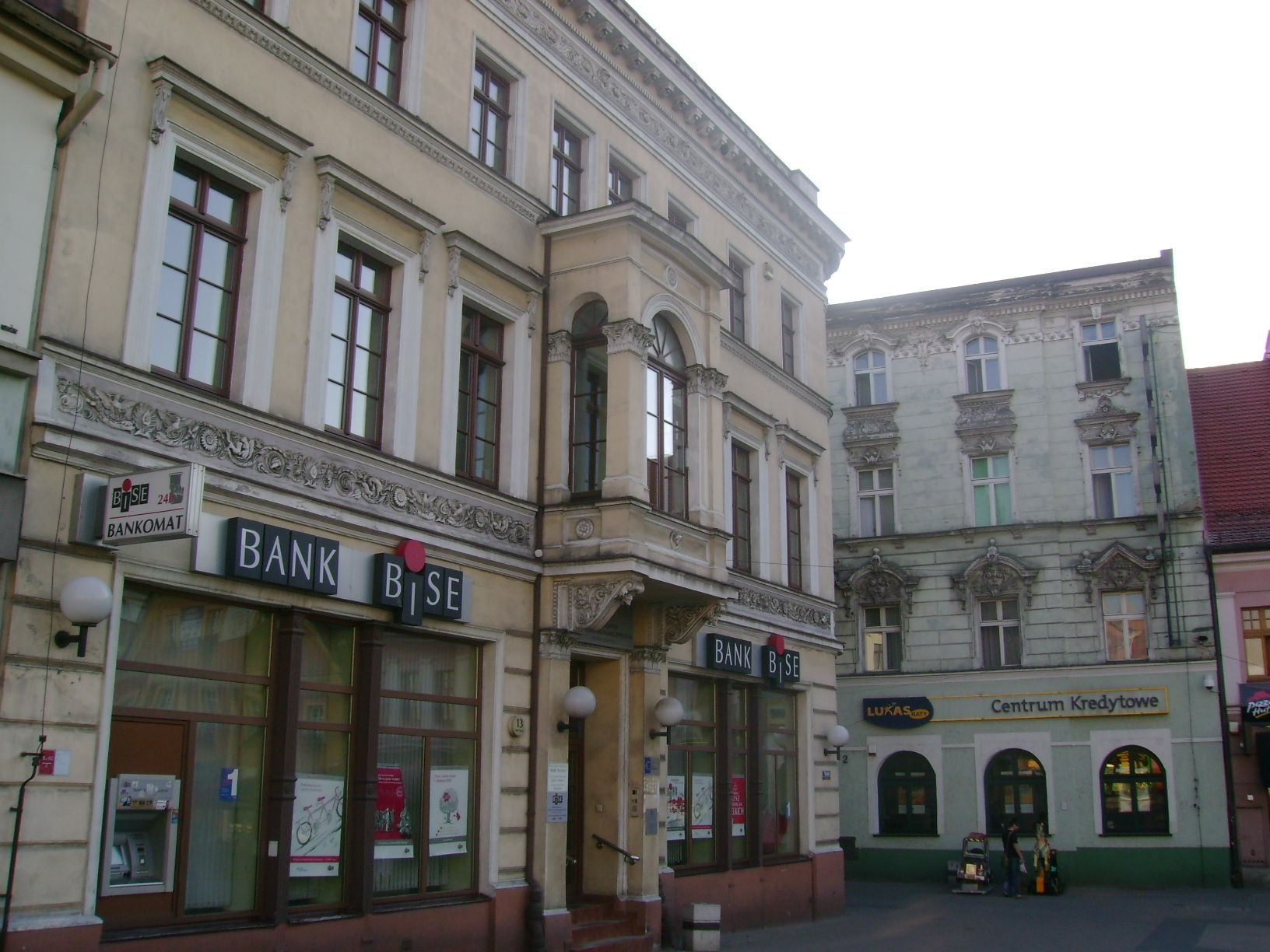
Kamienica Rynek 13

- Rynek 13 – zbudowana w II poł. XIX wieku pałacowa kamienica o bogato dekorowanej fasadzie. Zwracają uwagę stiukowe fryzy, obramienia okien, neorenesansowy wykusz w centralnej osi budynku oraz balustradowa attyka. Architektura budynku w pewnym stopniu nawiązuje do włoskich renesansowych pałaców.

### Pierzeja zachodnia

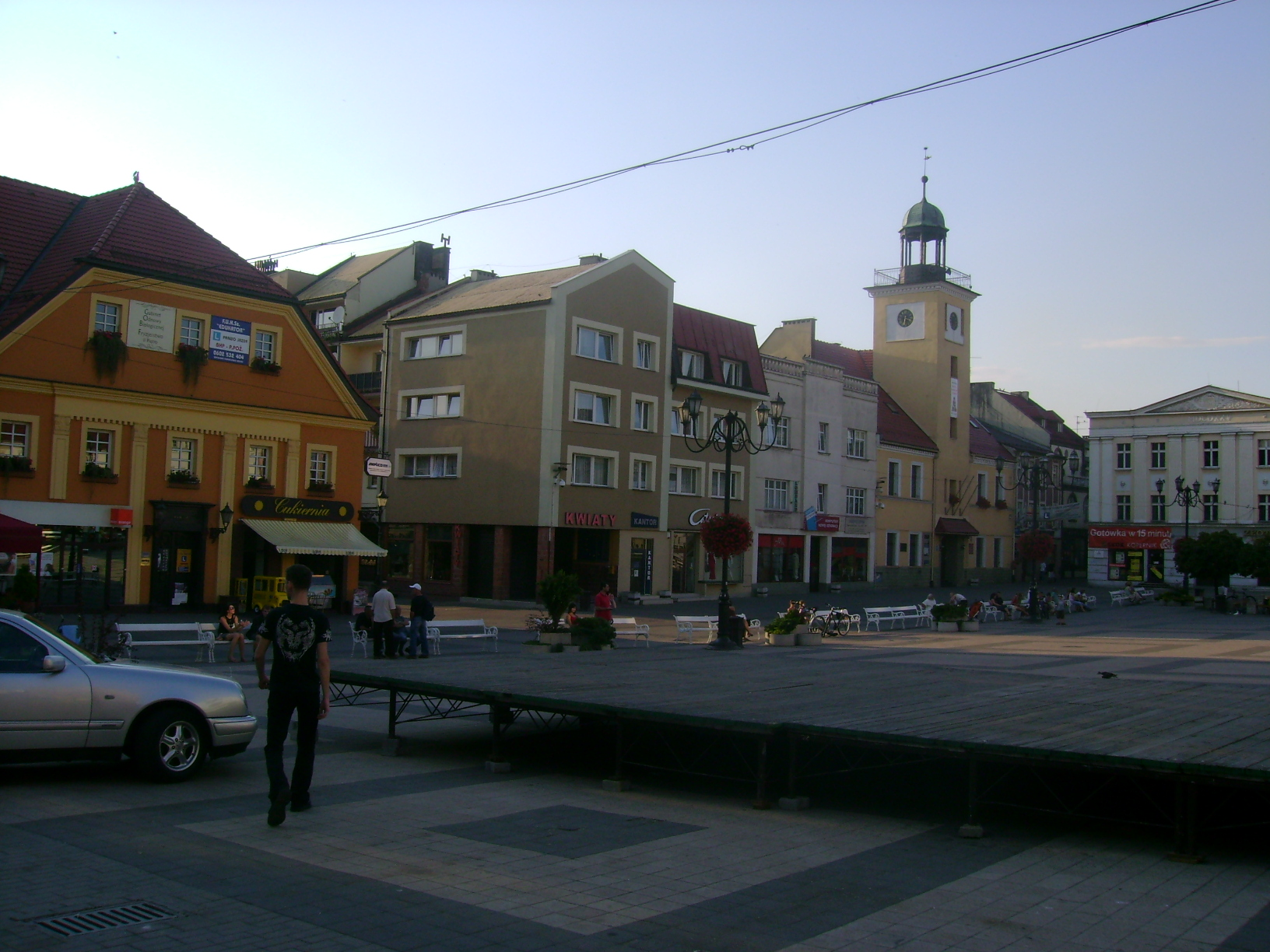
Zachodnia pierzeja rynku (nry 15-18)

- Rynek 14 – XIX-wieczna, klasycystyczna kamienica z pięcioosiową fasadą, o centralnej osi zwieńczonej tympanonem. W latach 90. minionego stulecia gruntownie przebudowano ją na siedzibę restauracji, jednak zachowano oryginalną fasadę i mury obwodowe.
- Rynek 15 – przypuszczalnie najstarszy obiekt na rynku, kamienica według Katalogu Zabytków Sztuki w Polsce została wzniesiona pod koniec XVIII w., jako jeden z pierwszych murowanych domów w Rybniku, inne publikacje jako czas budowy podają początek wieku XIX. Kamienica szczytem zwrócona do rynku, nakryta dachem naczółkowym, klasycystyczna o częściowo odtworzonej dekoracji fasady. Zachował się oryginalny dekoracyjny drewniany portal umieszczony w fasadzie od strony rynku. Wnętrza wielokrotnie gruntownie przekształcane.
- Rynek 17 – pierwotnie klasycystyczna, XIX - wieczna kamienica, gruntownie przekształcona w okresie międzywojennym. Wówczas podwyższono ją o jedną kondygnację, a jej, pierwotnie przypominającą nieco budynek Rynek 14, fasadę zupełnie przekształcono w duchu surowego funkcjonalizmu. Z dawnego budynku zachowały się sklepienia na parterze.
- Rynek 18 – wzniesiony w 1823 r. budynek miejskiego ratusza. Piętrowa, 5-osiowa budowla o klasycystycznej fasadzie z charakterystyczną wieżą nad osią centralną. Wnętrza, parter i wejście do budynku częściowo przekształcone. Obecnie mieści Urząd Stanu Cywilnego i Muzeum Miejskie.